# Virgilio Zernitz
Virgilio Zernitz (Venezia, 31 maggio 1937 – Venezia, 25 luglio 2016) è stato un attore teatrale italiano.

## Biografia
Nato a Venezia, Virgilio Zernitz inizia la sua attività teatrale al teatro stabile di Torino, e in seguito in molti altri teatri, tra cui il Piccolo Teatro di Milano, i Teatri Stabili dell’Aquila, di Bolzano, di Trieste, di Catania, di Genova, di Roma, il Teatro Greco di Siracusa, ecc.; e con varie compagnie attoriali.
Ha partecipato alla riscoperta del Ruzante col regista Gianfranco De Bosio.